# Fusil de sentinelle
Un fusil de sentinelle est une arme qui vise et tire automatiquement sur des cibles détectées par des capteurs. Les premières armes de sentinelle militaires fonctionnelles étaient les systèmes d'arme rapprochées, telles que le Phalanx CIWS, utilisées pour détecter et détruire les missiles entrants à courte portée et les avions ennemis, d'abord utilisés exclusivement sur des ressources navales, et maintenant également.

## Usage militaire

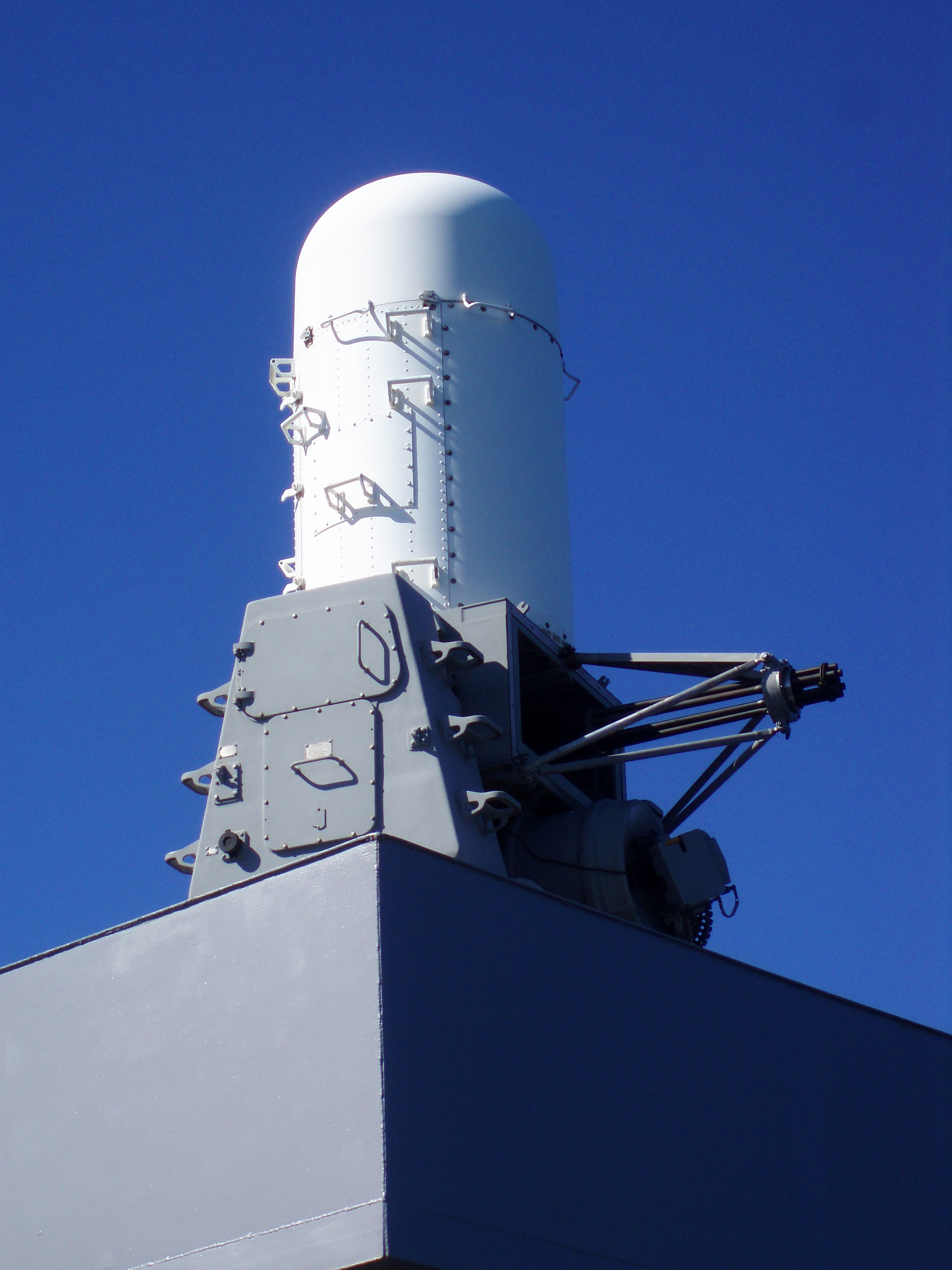
Tourelle automatisée Phalanx, montée sur l'USS Denver

### Samsung SGR-A1
Le Samsung SGR-A1 est un robot sentinelle militaire sud-coréen conçu pour remplacer ses homologues humains dans la zone démilitarisée à la frontière sud et nord-coréenne. Il s'agit d'un système stationnaire fabriqué par la filiale de défense Samsung Techwin (en).

### Sentry Tech
En 2007, l'armée israélienne a déployé le système Sentry Tech, surnommé Roeh-Yoreh par les FDI le long de la barrière frontalière de Gaza avec des positions placés à des centaines de mètres d'intervalle. Le système de 4 millions de dollars (3,35 millions d'euros) a été achevé à la fin du printemps 2008. Le système d'arme monte une mitrailleuse M2 Browning automatisée de 12,7 mm et un missile guidé SPIKE dans chaque position recouvert d'un écran protecteur opaque. L'arme est exploitée par un soldat de Tsahal et alimentée par des caméras, des capteurs électro-optiques à longue portée, des capteurs au sol, des aéronefs pilotés et des drones aériens, ainsi que par radar. Connectée via la fibre optique à un poste d'opérateur à distance et à un centre de commandement et de contrôle, chaque station montée sur mitrailleuse sert de tireur d'élite robotique, capable d'imposer une zone interdite de près de 1500 mètres de profondeur. Le pistolet est basé sur la station d'arme télécommandée Samson (en),. L'arme est capable d'acquérir des cibles et de maintenir une solution de tir indépendamment, mais nécessite toujours l'intervention humaine pour tirer ou libérer des munitions.
Des dizaines de personnes ont été abattus avec le système Sentry Tech. Le premier tir mortel signalé d'un individu semble avoir eu lieu en décembre 2008. Selon des sources israéliennes, le processus d'autorisation d'un tir est "complexe" mais peut encore être exécuté en moins de deux minutes. Les mêmes sources rapportent que les armes sont principalement utilisées pour des "coups de semonce", car la simple ouverture du feu suffit souvent à intimider tout contact potentiel.

### Super aEgis II
En décembre 2010, la firme sud-coréenne DoDAAM a dévoilé le Super aEgis II, une plate-forme d'armes automatisée basée sur une tourelle qui utilise l'imagerie thermique pour se verrouiller sur les véhicules ou les humains jusqu'à 3 km. Il est capable de fonctionner pendant la nuit et quelles que soient les conditions météorologiques. Le système donne un avertissement verbal avant le tir, et bien qu'il soit capable de tirer automatiquement, la société signale que tous ses clients l'ont configuré pour exiger une confirmation humaine. Il est utilisé dans diverses installations aux Émirats arabes unis, à Abu Dhabi et au Qatar, entre autres, et a été testé dans la zone démilitarisée coréenne.